# Língua coropó
A língua coropó (também chamada de koropó) é uma língua extinta pertencente ao tronco linguístico macro-jê.

## Vocabulário
Listas de palavras coletadas por Martius e Spix entre os anos de 1817 e 1820:
Abreviaturas
- (Sch): Schott in Nachrichten v. d. oestr. Naturforsch in Brasil. II 48.

| Latim                              | Koropó                                 |
| ---------------------------------- | -------------------------------------- |
| Abi!                               | ga-um                                  |
| aer, ventus                        | naran djota                            |
| aethiops                           | tchsaktabn                             |
| albus, a, um                       | quattá, gautháma (Sch)                 |
| altus, a, um                       | pe-eôá                                 |
| amare                              | neka-ni-teu                            |
| anima                              | oitame                                 |
| animal                             | orug                                   |
| aqua                               | teign                                  |
| arbor                              | mai-man-kroá, mebn (Sch)               |
| arcus                              | ocsoy, kokschaign (Sch)                |
| avis                               | tignam                                 |
| auris                              | cólim, kohrign (Sch)                   |
| bibere                             | sóme                                   |
| bibo                               | eigna-schópta (Sch)                    |
| bonus, a, um                       | terankâ (poranga-tupi)                 |
| branchium                          | tschambrim                             |
| cantare                            | gangré                                 |
| capilli                            | itsché                                 |
| caput                              | pitao, ibdaign (Sch)                   |
| cera                               | bakidsäi (Sch)                         |
| caro, rnis                         | egneine                                |
| chorda arcus                       | kokschaid – schidn (Sch)               |
| cito                               | ga-hoy-pâ                              |
| cor, dis                           | ekké                                   |
| cornu                              | koli                                   |
| cras                               | herinante                              |
| culter                             | tschitschayng                          |
| da mihi                            | ga pû                                  |
| dentes                             | shcorim, shorign (Sch)                 |
| deus                               | tupan, tophún (Sch)                    |
| diabolus                           | daimon – injauran (Sch)                |
| digitus                            | nhatschuman                            |
| dormire                            | mamnom                                 |
| edere                              | mankshina                              |
| edamus!                            | mugnadshi (Sch)                        |
| ego                                | eign                                   |
| esnrio, mak, bagn                  | chruan (Sch)                           |
| falsus, a, um (non versus)         | schitá                                 |
| filia                              | ecto-boëmm                             |
| filius meus est                    | ectogn-hún (Sch) ecton, ectogn (Sch)   |
| flavu, a, um                       | tchaitakáma (Sch)                      |
| fluvius                            | cuang                                  |
| folium                             | tschuptsché (Sch)                      |
| frater                             | eschatai                               |
| frigidus, a, um                    | ischektáme                             |
| frons, tis                         | Polé                                   |
| frutus                             | memptâ                                 |
| fulmem, tonitru                    | te-pu-po-ne                            |
| habeo                              | papa                                   |
| habesne sagittam ?                 | nek, pa padn pá ? (Sch)                |
| non habeo                          | brok po (Sch)                          |
| herba                              | schapuco                               |
| heri                               | kaya                                   |
| hodie                              | hohra                                  |
| homo albus                         | chaiobn (Sch)                          |
| femina albus                       | chaiobn-bai (Sch)                      |
| sum homo albus                     | ekta chraiob-hún (Sch)                 |
| ignis                              | ké                                     |
| illi, hi                           | uamtschone                             |
| is, ille                           | mam                                    |
| infans                             | schapô-ma                              |
| infra                              | auwé                                   |
| jugulum                            | tschitá-ne                             |
| lac                                | endjoctane                             |
| lapis                              | Nam                                    |
| lignum                             | Ké                                     |
| lingua                             | tupé                                   |
| loquor                             | eignahgnbá (Sch)                       |
| luna                               | nasce                                  |
| lux                                | posêem                                 |
| mamma muliebris                    | tschoktadn (Sch)                       |
| viri                               | puará (Sch)                            |
| manus                              | schambri, tschambrim, schambrign (Sch) |
| mater                              | ectan, aián (Sch)                      |
| meus, a, um                        | eign, junhún (Sch)                     |
| mons                               | pré-hereu                              |
| mori                               | ninguim                                |
| mulier                             | boëman                                 |
| multum                             | anguim, ipaignje (Sch)                 |
| nasus                              | schirong                               |
| niger, a, um                       | uanán (Sch)                            |
| nihil                              | tschi                                  |
| nos                                | eig-mam, eign-mun (Sch)                |
| nox                                | merindan                               |
| oculus                             | uálim, chuarign (Sch)                  |
| os, oris                           | ischoré                                |
| ovum                               | téme                                   |
| parvus, a, um                      | tugnapâ                                |
| pater                              | ecta, ektagn (Sch)                     |
| patera cucurbitina                 | tustschay                              |
| pellis                             | tschamnakdsai (Sch)                    |
| pluvia                             | teign                                  |
| pollex                             | tschambrim, chriúna (Sch)              |
| profundus, a, um                   | doê-papa                               |
| radix                              | mempshinta                             |
| ruber, a, um                       | mukerurú, aluchruruma (Sch)            |
| sabulum                            | cüi-füi                                |
| sagitta                            | pahn, padn (Sch)                       |
| sane, recte                        | ja                                     |
| sanguis                            | icu                                    |
| securis                            | kfuin, gchuagn (Sch)                   |
| serpens                            | kanján (Sch)                           |
| serra                              | chmekonditschina (Sch)                 |
| sicera                             | uanitim.                               |
| sidera                             | djuri                                  |
| sol                                | nascéun                                |
| supra                              | pêwa                                   |
| sylva                              | mebndai (Sch)                          |
| tarde                              | pam-me-pâ                              |
| terra                              | hâme                                   |
| tu                                 | nime-nen (Sch)                         |
| tu us                              | nen-junhún (Sch)                       |
| domus, tugurium                    | schéh-me                               |
| veni huc                           | ga-nam                                 |
| verus, a, um                       | pserunhun (Sch)                        |
| venter                             | itschin                                |
| vesti                              | mebdshidn (Sch)                        |
| vir                                | goaï-man                               |
| vos                                | jang-yaúme                             |
| 1                                  | man, ipaïgn (Sch)                      |
| 2                                  | gringrim, alinkrin (Sch)               |
| 3                                  | patepakon, patapakun (Sch)             |
| 4                                  | pate-pe-meschê, patapamasé (Sch)       |
| 5                                  | schambri-tschitta                      |
| 10?                                | tschambrindaine                        |
| Canis                              | tsoktóme                               |
| Felis                              | schapé                                 |
| Gallus                             | tschefuame                             |
| Sus                                | tekenam                                |
| Blatta orientalis                  | ingrinngrin (Sch)                      |
| Psittacus ara                      | kakágn (Sch)                           |
| mandioca                           | kôn                                    |
| potio fermentata e mandioca velzea | kotkusscháuuid (Sch)                   |
| Tabacum                            | aptschign                              |
| Zea mays                           | tschumnam                              |